# Алькасаба в Малаге
Алькасаба (исп. Alcazaba de Málaga) — арабское фортификационное сооружение в городе Малаге на юге Испании. Основана в VIII веке, однако основные строительные работы проводились в середине XI века правителями династии Зиридов. Во времена Гранадского эмирата служила резиденцией губернатора. По степени сохранности превосходит другие арабские крепости (алькасабы) Испании. 
Рядом со входом в крепость видны частично отреставрированные руины древнеримского театра, датируемого I веком. При строительстве крепости арабы использовали в том числе и камни из этого античного строения. 
Крепость построена на холме в центре города над портом и состоит из двух стен. Раньше крепость также соединялась с городскими стенами, которые формировали третью защитную стену, однако сегодня сохранились только две внутренние. Первая, построенная по рельефу холма, полностью защищает внутреннюю территорию и усилена защитными башнями. Вход находится в воротах Puerta de la Bóveda (Сводчатые Ворота), однако сегодня попасть в крепость можно также на лифте. Створки входных ворот закрываются одна на другую, что было спроектировано, чтобы затруднить продвижение атакующих войск. Дорога петляет по ландшафтным садам, в которых находятся богато украшенные фонтаны, проходит через ворота Puerta de las Columnas (Колонные Ворота), в строительстве которых использовались материалы из римских руин, а затем делает резкий поворот у Torre del Cristo (Башня Христа), что также осложняло действия атакующих. В Torre del Cristo была расположена часовня.
Внутренняя стена может быть преодолена только через Puerta de los Cuartos de Granada (Ворота Гранадских квартир), осуществляющие защиту западной части дворца. С восточной части расположена Torre del Homenaje (Башня Почитания), которая сейчас наполовину разрушена. Внутри второй стены находится дворец и другие жилые помещения, построенные в три этапа в XI, XIII и XIV веках и включают в себя Cuartos de Granada (Гранадские квартиры), где жили губернаторы. Сегодня здесь также находится археологический музей. Большинство экспозиций Малагского музея сейчас размещены за пределами крепости (где они когда-то находились).
В 1487 году Фердинанд и Изабелла захватили город после длительной осады и подняли свой флаг над Torre del Homenaje во внутренней цитадели. Так Малага была присоединена к Кастилии.